# Lily Anggreny
Lily Anggreny, 2005

Link zum Bild

Lily Anggreny (* 15. September 1960 in Indonesien) ist eine ehemalige deutsche Behindertensportlerin.

## Werdegang
Anggreny ist querschnittsgelähmt und deshalb auf einen Rollstuhl angewiesen. Da sie dennoch Leistungssport betreiben wollte, wurde die wegen eines Studiums von Indonesien nach Bochum Gekommene Mitglied des TV Wattenscheid 01, bei dem sie sich im Langstreckenlauf im Rollstuhl übte und bald im Rollstuhllauf über die langen Disziplinen ab 1000 m so gute Leistungen erbrachte, dass sie Mitglied der Deutschen Behindertensport-Nationalmannschaft wurde. Mit dieser Mannschaft nahm sie an den Paralympischen Sommerspielen 1992 in Barcelona teil, bei denen sie drei olympischen Medaillen, je eine Gold- eine Silber- und eine Bronzemedaille, gewann. Im Rennen über 5000 m in der Leistungsgruppe TW 3-4 errang sie die Goldmedaille, über 10.000 m schaffte sie die Silbermedaille und im Marathon holte sie eine Bronzemedaille.
Auch bei den Paralympischen Sommerspielen 1996 war sie wieder dabei und gewann über 1000 m eine Bronzemedaille.
Für den Gewinn der Medaillen bei den Paralympischen Sommerspielen wurde sie 1992 von Bundespräsident Richard von Weizsäcker und 1996 von Bundespräsident Roman Herzog jeweils mit dem Silbernen Lorbeerblatt ausgezeichnet. 1997 wurde ihr der Georg von Opel-Preis in der Kategorie „Besondere Kämpfer“ zuerkannt. Im Jahr 2004 erhielt sie den Ehrenring der Stadt Bochum.